# Championnats du monde de lutte 2021
Navigation
Édition précédente Édition suivante
Les championnats du monde de lutte 2021 ont lieu du 2 octobre au 10 octobre 2021 à Oslo, en Norvège.
Les championnats du monde de lutte sont un ensemble de compétitions internationales organisés par la Fédération internationale des luttes associées. Ils comprennent depuis leur création en 1904 une compétition de lutte gréco-romaine à laquelle s'est ajoutée en 1951 une compétition de lutte libre masculine puis en 1987 une compétition de lutte féminine.
En vertu d'une décision du Tribunal arbitral du sport découlant du scandale de dopage en Russie, la Russie ne peut pas utiliser son nom, son drapeau ou son hymne et doit se présenter comme « athlète neutre » ou « équipe neutre » à tous les championnats du monde jusqu'au 16 décembre 2022. Ainsi, les lutteurs russes concourent sous la bannière de la Fédération russe de lutte.

## Tableau des médailles
- Pays organisateur (Norvège)

| Rang  | Nation                       | Or | Argent | Bronze | Total |
| ----- | ---------------------------- | -- | ------ | ------ | ----- |
| 1     | Iran                         | 7  | 3      | 3      | 13    |
| 2     | États-Unis                   | 5  | 5      | 5      | 15    |
| 2     | Japon                        | 5  | 3      | 4      | 12    |
| 4     | Russian Wrestling Federation | 4  | 5      | 9      | 18    |
| 5     | Kirghizistan                 | 2  | 2      | 2      | 6     |
| 6     | Moldavie                     | 2  | 1      | 0      | 3     |
| 7     | Azerbaïdjan                  | 1  | 1      | 4      | 6     |
| 8     | Pologne                      | 1  | 0      | 3      | 4     |
| 9     | Arménie                      | 1  | 0      | 1      | 2     |
| 10    | Bulgarie                     | 1  | 0      | 0      | 1     |
| 10    | Serbie                       | 1  | 0      | 0      | 1     |
| 12    | Géorgie                      | 0  | 2      | 6      | 8     |
| 13    | Allemagne                    | 0  | 1      | 3      | 4     |
| 13    | Turquie                      | 0  | 1      | 3      | 4     |
| 15    | Biélorussie                  | 0  | 1      | 1      | 2     |
| 15    | Inde                         | 0  | 1      | 1      | 2     |
| 15    | Kazakhstan                   | 0  | 1      | 1      | 2     |
| 18    | Estonie                      | 0  | 1      | 0      | 1     |
| 18    | Hongrie                      | 0  | 1      | 0      | 1     |
| 18    | Slovaquie                    | 0  | 1      | 0      | 1     |
| 21    | Mongolie                     | 0  | 0      | 6      | 6     |
| 22    | Ukraine                      | 0  | 0      | 3      | 3     |
| 23    | Canada                       | 0  | 0      | 1      | 1     |
| 23    | Égypte                       | 0  | 0      | 1      | 1     |
| 23    | Lituanie                     | 0  | 0      | 1      | 1     |
| 23    | Norvège*                     | 0  | 0      | 1      | 1     |
| 23    | Suède                        | 0  | 0      | 1      | 1     |
| Total | Total                        | 30 | 30     | 60     | 120   |

## Classement par équipe
| Classement | Lutte libre hommes           | Lutte libre hommes | Lutte gréco-romaine hommes   | Lutte gréco-romaine hommes | Lutte libre femmes           | Lutte libre femmes |
| Classement | Équipe                       | Points             | Équipe                       | Points                     | Équipe                       | Points             |
| ---------- | ---------------------------- | ------------------ | ---------------------------- | -------------------------- | ---------------------------- | ------------------ |
| 1          | Russian Wrestling Federation | 173                | Russian Wrestling Federation | 152                        | Japon                        | 196                |
| 2          | États-Unis                   | 168                | Iran                         | 146                        | États-Unis                   | 147                |
| 3          | Iran                         | 162                | Azerbaïdjan                  | 107                        | Mongolie                     | 78                 |
| 4          | Géorgie                      | 68                 | Géorgie                      | 92                         | Ukraine                      | 73                 |
| 5          | Turquie                      | 58                 | Turquie                      | 66                         | Inde                         | 67                 |
| 6          | Mongolie                     | 56                 | Hongrie                      | 60                         | Kirghizistan                 | 65                 |
| 7          | Biélorussie                  | 45                 | Japon                        | 54                         | Russian Wrestling Federation | 64                 |
| 8          | Azerbaïdjan                  | 42                 | Arménie                      | 49                         | Bulgarie                     | 49                 |
| 9          | Pologne                      | 39                 | Pologne                      | 46                         | Canada                       | 47                 |
| 10         | Arménie                      | 39                 | Biélorussie                  | 40                         | Moldavie                     | 45                 |

## Résultats

### Lutte libre hommes
| Épreuves | Or                                                | Argent                                        | Bronze                                      |
| -------- | ------------------------------------------------- | --------------------------------------------- | ------------------------------------------- |
| 57 kg    | Thomas Gilman (USA)                               | Alireza Sarlak (IRN)                          | Horst Lehr (GER)                            |
| 57 kg    | Thomas Gilman (USA)                               | Alireza Sarlak (IRN)                          | Aryan Tsiutryn (BLR)                        |
| 61 kg    | Abasgadzhi Magomedov Russian Wrestling Federation | Daton Fix (USA)                               | Arsen Harutyunyan (ARM)                     |
| 61 kg    | Abasgadzhi Magomedov Russian Wrestling Federation | Daton Fix (USA)                               | Toshihiro Hasegawa (JPN)                    |
| 65 kg    | Zagir Shakhiev Russian Wrestling Federation       | Amir Mohammad Yazdani (IRN)                   | Alibek Osmonov (KGZ)                        |
| 65 kg    | Zagir Shakhiev Russian Wrestling Federation       | Amir Mohammad Yazdani (IRN)                   | Tömör-Ochiryn Tulga (MGL)                   |
| 70 kg    | Magomedmurad Gadzhiev (POL)                       | Ernazar Akmataliev (KGZ)                      | Yevgeny Zherbaev (RUS)                      |
| 70 kg    | Magomedmurad Gadzhiev (POL)                       | Ernazar Akmataliev (KGZ)                      | Zurabi Iakobishvili (GEO)                   |
| 74 kg    | Kyle Dake (USA)                                   | Tajmuraz Salkazanov (SVK)                     | Fazlı Eryılmaz (TUR)                        |
| 74 kg    | Kyle Dake (USA)                                   | Tajmuraz Salkazanov (SVK)                     | Timur Bizhoev Russian Wrestling Federation  |
| 79 kg    | Jordan Burroughs (USA)                            | Mohammad Nokhodi (IRN)                        | Radik Valiev Russian Wrestling Federation   |
| 79 kg    | Jordan Burroughs (USA)                            | Mohammad Nokhodi (IRN)                        | Nika Kentchadze (GEO)                       |
| 86 kg    | Hassan Yazdani (IRN)                              | David Taylor (USA)                            | Abubakr Abakarov (AZE)                      |
| 86 kg    | Hassan Yazdani (IRN)                              | David Taylor (USA)                            | Artur Naifonov Russian Wrestling Federation |
| 92 kg    | Kamran Ghasempour (IRN)                           | Magomed Kurbanov Russian Wrestling Federation | Osman Nurmagomedov (AZE)                    |
| 92 kg    | Kamran Ghasempour (IRN)                           | Magomed Kurbanov Russian Wrestling Federation | J'den Cox (USA)                             |
| 97 kg    | Abdulrashid Sadulaev Russian Wrestling Federation | Kyle Snyder (USA)                             | Mahamed Zakariiev (UKR)                     |
| 97 kg    | Abdulrashid Sadulaev Russian Wrestling Federation | Kyle Snyder (USA)                             | Mojtaba Goleij (IRN)                        |
| 125 kg   | Amir Hossein Zare (IRN)                           | Geno Petriashvili (GEO)                       | Mönkhtöriin Lkhagvagerel (MGL)              |
| 125 kg   | Amir Hossein Zare (IRN)                           | Geno Petriashvili (GEO)                       | Taha Akgül (TUR)                            |

### Lutte gréco-romaine hommes
| Épreuves | Or                                        | Argent                                         | Bronze                                        |
| -------- | ----------------------------------------- | ---------------------------------------------- | --------------------------------------------- |
| 55 kg    | Ken Matsui (JPN)                          | Emin Sefershaev Russian Wrestling Federation   | Nugzari Tsurtsumia (GEO)                      |
| 55 kg    | Ken Matsui (JPN)                          | Emin Sefershaev Russian Wrestling Federation   | Eldaniz Azizli (AZE)                          |
| 60 kg    | Victor Ciobanu (MDA)                      | Zholaman Sharshenbekov (KGZ)                   | Stepan Maryanyan Russian Wrestling Federation |
| 60 kg    | Victor Ciobanu (MDA)                      | Zholaman Sharshenbekov (KGZ)                   | Murad Mammadov (AZE)                          |
| 63 kg    | Meisam Dalkhani (IRN)                     | Leri Abuladze (GEO)                            | Kensuke Shimizu (JPN)                         |
| 63 kg    | Meisam Dalkhani (IRN)                     | Leri Abuladze (GEO)                            | Lenur Temirov (UKR)                           |
| 67 kg    | Mohammad Reza Geraei (IRN)                | Nazir Abdullaev Russian Wrestling Federation   | Ramaz Zoidze (GEO)                            |
| 67 kg    | Mohammad Reza Geraei (IRN)                | Nazir Abdullaev Russian Wrestling Federation   | Almat Kebispayev (KAZ)                        |
| 72 kg    | Malkhas Amoyan (ARM)                      | Sergey Kutuzov Russian Wrestling Federation    | Gevorg Sahakyan (POL)                         |
| 72 kg    | Malkhas Amoyan (ARM)                      | Sergey Kutuzov Russian Wrestling Federation    | Kristupas Šleiva (LTU)                        |
| 77 kg    | Roman Vlasov Russian Wrestling Federation | Sanan Suleymanov (AZE)                         | Roland Schwarz (GER)                          |
| 77 kg    | Roman Vlasov Russian Wrestling Federation | Sanan Suleymanov (AZE)                         | Mohammad Ali Geraei (IRN)                     |
| 82 kg    | Rafig Huseynov (AZE)                      | Burhan Akbudak (TUR)                           | Adlan Akiev Russian Wrestling Federation      |
| 82 kg    | Rafig Huseynov (AZE)                      | Burhan Akbudak (TUR)                           | Pejman Poshtam (IRN)                          |
| 87 kg    | Zurab Datunashvili (SRB)                  | Kiryl Maskevich (BLR)                          | Lasha Gobadze (GEO)                           |
| 87 kg    | Zurab Datunashvili (SRB)                  | Kiryl Maskevich (BLR)                          | Arkadiusz Kułynycz (POL)                      |
| 97 kg    | Mohammad Hadi Saravi (IRN)                | Alex Szőke (HUN)                               | Artur Sargsian Russian Wrestling Federation   |
| 97 kg    | Mohammad Hadi Saravi (IRN)                | Alex Szőke (HUN)                               | G'Angelo Hancock (USA)                        |
| 130 kg   | Ali Akbar Yousefi (IRN)                   | Zurabi Gedekhauri Russian Wrestling Federation | Iakob Kajaia (GEO)                            |
| 130 kg   | Ali Akbar Yousefi (IRN)                   | Zurabi Gedekhauri Russian Wrestling Federation | Oskar Marvik (NOR)                            |

### Lutte libre femmes
| Épreuves | Or                         | Argent                     | Bronze                                         |
| -------- | -------------------------- | -------------------------- | ---------------------------------------------- |
| 50 kg    | Remina Yoshimoto (JPN)     | Sarah Hildebrandt (USA)    | Dolgorjavyn Otgonjargal (MGL)                  |
| 50 kg    | Remina Yoshimoto (JPN)     | Sarah Hildebrandt (USA)    | Nadezhda Sokolova Russian Wrestling Federation |
| 53 kg    | Akari Fujinami (JPN)       | Iulia Leorda (MDA)         | Katarzyna Krawczyk (POL)                       |
| 53 kg    | Akari Fujinami (JPN)       | Iulia Leorda (MDA)         | Samantha Stewart (CAN)                         |
| 55 kg    | Tsugumi Sakurai (JPN)      | Nina Hemmer (GER)          | Oleksandra Khomenets (UKR)                     |
| 55 kg    | Tsugumi Sakurai (JPN)      | Nina Hemmer (GER)          | Jenna Burkert (USA)                            |
| 57 kg    | Helen Maroulis (USA)       | Anshu Malik (IND)          | Sae Nanjo (JPN)                                |
| 57 kg    | Helen Maroulis (USA)       | Anshu Malik (IND)          | Erkhembayaryn Davaachimeg (MGL)                |
| 59 kg    | Bilyana Dudova (BUL)       | Akie Hanai (JPN)           | Baatarjavyn Shoovdor (MGL)                     |
| 59 kg    | Bilyana Dudova (BUL)       | Akie Hanai (JPN)           | Sarita Mor (IND)                               |
| 62 kg    | Aisuluu Tynybekova (KGZ)   | Kayla Miracle (USA)        | Nonoka Ozaki (JPN)                             |
| 62 kg    | Aisuluu Tynybekova (KGZ)   | Kayla Miracle (USA)        | Enkhbatyn Gantuyaa (MGL)                       |
| 65 kg    | Irina Rîngaci (MDA)        | Miwa Morikawa (JPN)        | Johanna Mattsson (SWE)                         |
| 65 kg    | Irina Rîngaci (MDA)        | Miwa Morikawa (JPN)        | Forrest Molinari (USA)                         |
| 68 kg    | Meerim Zhumanazarova (KGZ) | Rin Miyaji (JPN)           | Tamyra Mensah-Stock (USA)                      |
| 68 kg    | Meerim Zhumanazarova (KGZ) | Rin Miyaji (JPN)           | Khanum Velieva (RUS)                           |
| 72 kg    | Masako Furuichi (JPN)      | Zhamila Bakbergenova (KAZ) | Buse Tosun (TUR)                               |
| 72 kg    | Masako Furuichi (JPN)      | Zhamila Bakbergenova (KAZ) | Anna Schell (GER)                              |
| 76 kg    | Adeline Gray (USA)         | Epp Mäe (EST)              | Samar Amer (EGY)                               |
| 76 kg    | Adeline Gray (USA)         | Epp Mäe (EST)              | Aiperi Medet Kyzy (KGZ)                        |

## Pays participants
650 sportifs issus de 66 pays.
| - Albanie (1) - Argentine (1) - Arménie (12) - Australie (1) - Autriche (4) - Azerbaïdjan (22) - Bahreïn (3) - Biélorussie (22) - Belgique (1) - Brésil (6) - Bulgarie (20) - Canada (15) - Chili (2) - Colombie (2) - Costa Rica (2) - Croatie (4) - Tchéquie (4) - Danemark (3) - Équateur (2) - Égypte (3) - Estonie (7) - Finlande (5) | - France (9) - Géorgie (20) - Allemagne (22) - Grande-Bretagne (3) - Grèce (3) - Hongrie (13) - Inde (30) - Iran (20) - Israël (3) - Italie (6) - Japon (30) - Kazakhstan (27) - Kenya (11) - Kirghizistan (15) - Lettonie (3) - Lituanie (12) - Mexique (9) - Moldavie (15) - Mongolie (20) - Maroc (1) - Népal (2) - Nigeria (2) | - Macédoine du Nord (2) - Norvège (12) - Palestine (1) - Pologne (23) - Porto Rico (2) - Qatar (1) - Roumanie (8) - Russian Wrestling Federation (30) - Saint-Marin (1) - Serbie (9) - Slovaquie (6) - Corée du Sud (27) - Espagne (2) - Sri Lanka (5) - Suède (8) - Suisse (1) - Tadjikistan (1) - Turquie (30) - Ukraine (30) - États-Unis (30) - Venezuela (1) - Yémen (2) |